# Bothriuridae
Famille
Les Bothriuridae sont une famille de scorpions.

## Distribution
Les espèces de cette famille se rencontrent en Amérique du Sud, dans le Sud de l'Afrique et en Australie.

## Liste des genres
Selon The Scorpion Files (12/04/2020) :
- Bothriurus Peters, 1861
- Brachistosternus Pocock, 1893
- Brandbergia Prendini, 2003
- Brazilobothriurus Lourenço & Monod, 2000
- Centromachetes Lønnberg, 1897
- Cercophonius Peters, 1861
- Lisposoma Lawrence, 1928
- Mauryius Ojanguren-Affilastro & Mattoni, 2017
- Orobothriurus Maury, 1975
- Pachakutej Ochoa, 2004
- Phoniocercus Pocock, 1893
- Rumikiru Ojanguren-Affilastro, Mattoni, Ochoa & Prendini, 2012
- Tehuankea Cekalovic, 1973
- Thestylus Simon, 1880
- Timogenes Simon, 1880
- Urophonius Pocock, 1893
- Vachonia Abalos, 1954

## Publication originale
- Simon, 1880 : Études Arachnologiques. 12° mémoire. XVIII. Descriptions de genres et espèces de l'ordre des Scorpions. Annales de la Société entomologique de France, sér. 5, vol. 10, p. 377–398 (texte intégral).